# Duquesne Construction Company
Duquesne Construction Company, vorher Duquesne Motor Car Company, war ein US-amerikanischer Hersteller von Automobilen.

## Unternehmensgeschichte
Geschäftsleute aus New York gründeten die Duquesne Motor Car Company in Buffalo im US-Bundesstaat New York. Anfang 1904 zog es nach Jamestown, um dortige Vergünstigungen anzunehmen. Noch 1904 begann die Produktion von Automobilen. Der Markenname lautete Duquesne. Anfang 1906 endete die Produktion, als das Unternehmen an R. J. Straight verkauft wurde.
Insgesamt entstanden etwa sechs Fahrzeuge. Verkauft wurden fünf oder sechs Fahrzeuge.
Es gab keine Verbindung zur Duquesne Motor Car Company aus Pittsburgh, die einige Jahre später aktiv war.

## Fahrzeuge
Im Angebot stand mit dem Model C nur ein Modell. Ein Vierzylindermotor war vorne im Fahrzeug montiert und trieb über eine Kardanwelle die Hinterachse an. Er war mit 16/21 PS angegeben. Der runde Kühlergrill war auffallend. Eine Quelle gibt an, dass es ein luftgekühlter Motor war; dann wäre der Kühlergrill eine Attrappe gewesen. Das Fahrgestell hatte 229 cm Radstand. Der offene Tourenwagen mit zwei hinteren Türen und seitlichem Zustieg bot Platz für fünf Personen. Auffallend und zur damaligen Zeit ungewöhnlich waren Kurvenlicht, Anlasser sowie der Vordersitz, der automatisch nach vorne klappte, wenn die hintere Tür geöffnet wurde.
Ein geplantes Modell mit einem Sechszylindermotor erschien nicht mehr auf dem Markt.